# Іклозел
Іклозел (рум. Iclozel) — село у повіті Клуж в Румунії. Входить до складу комуни Іклод.
Село розташоване на відстані 332 км на північний захід від Бухареста, 27 км на північний схід від Клуж-Напоки.

## Населення
За даними перепису населення 2002 року у селі проживали 200 осіб.
Національний склад населення села:
| Національність | Кількість осіб | Відсоток |
| -------------- | -------------- | -------- |
| румуни         | 159            | 79,5%    |
| угорці         | 40             | 20,0%    |

Рідною мовою назвали:
| Мова      | Кількість осіб | Відсоток |
| --------- | -------------- | -------- |
| румунська | 160            | 80,0%    |
| угорська  | 40             | 20,0%    |